# اشاعه اطلاعات گزیده
اشاعه گزینشی اطلاعات  (به انگلیسی: Selective dissemination of information) مخفف SDI اصطلاحی در علوم کتابداری و اطلاع‌رسانی است. نوعی از ارائه و انتقال اطلاعات، به‌ویژه اطلاعات جدید و روزآمد، شامل جستجو و ارسال اطلاعات مورد نیاز هر فرد به‌طور انفرادی، منظم و مستمر است. در ابتدا، این خدمات به‌صورت دستی ارائه می‌شد.
مراحل کار آن به این ترتیب است که ابتدا طبق پرونده پژوهشی (پروفایل) پژوهشگران، کلیه اطلاعات مرتبط با هریک از موضوع‌های مورد علاقه یا طرح‌های پژوهشی پژوهشگر از پایگاه‌های اطلاعاتی بازیابی و برای وی ارسال می‌شود. در مرحله بعد، پس از اینکه کتابخانه یا مرکز اطلاع‌رسانی پایگاه‌های اطلاعاتی جدید را دریافت کرد، آن‌ها را طبق پرونده پژوهشگران جستجو می‌کند و جدیدترین اطلاعات مرتبط با طرح‌های پژوهشی یا علاقه آنان را برای هریک به‌طور جداگانه می‌فرستد. معمولاً این کار به‌طور منظم و در فواصل زمانی معیّن انجام می‌شود.
اس دی آی یک نظام بازیابی ماشینی اطلاعات است که در آن با استفاده از کامپیوتر می‌توان اطلاعات مورد نیاز انتخابی هرفرد را برای او ارسال داشت. نحوه کار بدین ترتیب است که برای هریک از استفاده‌کننده گان از این نظام یک پرونده حاوی رشته‌ها و موضوع‌های مورد علاقه او درست می‌شود. معمولاً این رشته‌ها به وسیله واژه‌ها و اصطلاحاتی که در نوشته‌های آن موضوع موجود است مشخص می‌شود.سپس این پرونده‌ها را روی نوارهای مغناطیسی ضبط می‌کنند. کلیه واژه‌هایی که نماینده مدارک هستند به وسیله ماشین با واژه‌های مورد نیاز مطابقت داده می‌شوند و در صورتی که مدرکی برای یکی از مطالب مورد نظر موجود باشد، چکیده آن برای متقاضی ارسال می‌شود.
به‌طور کلی منظور از اشاعه اطلاعات گزینشی فراهم آوردن، سازماندهی، انتخاب و اشاعه منظم اطلاعات  برای افراد و سازمان‌ها  برحسب نیازهای از پیش تعیین شده آنان می‌باشد.[1]

## اهمّیت اشاعهٔ گزینشی اطلاعات
اطلاعات در دنیای امروز یا عصر اطلاعات دارای ویژگی‌ها و خصایصی است که به اعتبار آن می‌توان وضعیت مطلوب آینده را ترسیم کرد. پراکندگی جغرافیایی، انبوهی، سرعت روزآمدی، تنوع موضوعی اطلاعات، بین رشته‌ای‌ها و تنوع زبانی از اهم مسائلی است که مقوله اطلاعات، امروزه با آن روبه‌رو است. حرکت اطلاعات در روند تبدیل به دانش در مسیر اخص‌گرایی، جامعه اطلاعاتی امروز را تحت سه مقوله اطلاع‌سازها، اطلاع‌پردازها و اطلاع‌خواه‌ها مشخص می‌شود نیازمند برنامه‌ریزی خاصی می‌کند. بررسی مسیر تولید و تولد روش‌ها، ابزار، اندیشه‌ها و روندهای اشاعه اطلاعات از نظرگاه تاریخی، منجر به دستیابی رویکردهای اطلاعاتی خاصی در عصر حاضر از جمله حرکت به سمت تخصصی شدن، خودکارسازی، کیفیت‌گرایی، اطلاعات ناب، جلوگیری از ریزش کاذب و اطلاع‌رسانی گزینشی شده و پیش‌بینی می‌شود هزاره سوم هزاره اطلاع‌رسانی گزینشی در مفهوم خاص آن باشد.

## اطلاع‌رسانی گزینشی
اطلاع‌رسانی گزینشی حرکتی تاریخ‌مند، با هدف و کاربرمدار است که با به‌کارگیری بهترین روش‌ها، راهکارها و شیوه‌های گزینشی و اشاعه اطلاعات در جهت ارائه ناب‌ترین اطلاعات در زمان مناسب با محوریت پرسش‌ها، مسائل و پروژه‌های پژوهشی موجود به پژوهش‌گران و نیازمندان اطلاعات است. این حرکت تاریخی با توجه به نیازها و مقتضیات زمان شکل گرفته، ابزارسازی کرده و تفکر مورد نیاز خود را پرورده است. هدف اصلی آن پاسخگویی ویژه و دقیق با توجه به نیازهای کاربران اطلاعات است. قواعد دست نامریی در بازار ایجاب می‌کند که علاوه بر شیوه‌های نوین تولید و مصرف اطلاعات، توزیع یا اشاعه اطلاعات نیز تابع قوانین خاص خود باشد. »امروزه از ضروری‌ترین الزامات اشاعه اطلاعات، به حداقل رساندن مصرف سرانه زمان برای پژوهشگران است.[2]